# Reversopelma petersi
Reversopelma petersi är en spindelart som beskrevs av Schmidt 200. Reversopelma petersi ingår i släktet Reversopelma och familjen fågelspindlar. Inga underarter finns listade i Catalogue of Life.